# Grâce-Uzel
Grâce-Uzel (tiếng Breton: Gras-Uzel) là một xã của tỉnh Côtes-d'Armor, thuộc vùng Bretagne, tây bắc Pháp.

## Dân số
Người dân ở Grâce-Uzel được gọi là Gracieux.